# 이소민
이소민 (1981년 2월 13일 ~ )은 대한민국의 가수이다.

## 학력
- 우성고등학교 (졸업)
- 오산대학교 경영과 (전문학사)
- 배재대학교 공연영상학부 (학사)
- 단국대학교 문화예술대학원 대중음악학과 대중음악제작ᆞ경영 전공 (석사과정 수료)

## 음반
블랙비트
- 《Black Beat 2002 - The First Performance 001》 (2002년)

더 블랙
- 《#2010-Never Again#002》 (2010년)
- 《Cry (외쳐본다)》 (2013년)
- 《아니야》 (2014년)
- 《오늘도 그 날 그 시간이야》 (2014년)
- 《니 생각이 나 (아주 잠깐 빼고)》 (2015년)
- 《Blowin' My Mind》(2015년)
- 《Uptown Girl》 (2015년)
- 《THE BLACK》(2016년)